# Jana Bobošíková
Jana Bobošíková (ur. 29 sierpnia 1964 w Pradze) – czeska dziennikarka i polityk, od 2004 do 2009 deputowana do Parlamentu Europejskiego VI kadencji.

## Życiorys
Ukończyła w 1987 studia z zakresu handlu zagranicznego w Wyższej Szkole Ekonomicznej w Pradze. Na tej samej uczelni odbyła podyplomowe studia pedagogiczne. Od 1989 do 1992 pracowała w czechosłowackiej publicznej telewizji ČST. Do 1994 była dziennikarką dziennika „Hospodářské noviny”, redagując tematy gospodarcze. Następnie wróciła do pracy w telewizji w ramach ČT, gdzie odpowiadała za tematykę ekonomiczną, prowadziła również programy gospodarcze i polityczne. W 2000 krótko pełniła funkcję doradcy przewodniczącego Izby Poselskiej.
W 2000 została dyrektorem wiadomości telewizyjnych w czeskiej telewizji publicznej. Zajmowała to stanowisko w okresie tzw. kryzysu w ČT, kiedy to dochodziło do strajku dziennikarzy, protestujących przeciwko upolitycznianiu telewizji. Jana Bobošíková została odwołana w 2001, przeszła do prywatnej stacji TV Nova, gdzie prowadziła talk-show Sedmička.
W wyborach do Parlamentu Europejskiego w 2004 uzyskała mandat eurodeputowanej z ramienia listy wyborczej Niezależni zorganizowanej przez Vladimíra Železnego. W PE VI kadencji pozostała niezrzeszona, pracowała w Komisji Rozwoju Regionalnego.
W 2006 utworzyła własne ugrupowanie pod nazwą Politika 21. W 2009 bez powodzenia ubiegała się o reelekcję w wyborach europejskich. Rozpoczęła wówczas pracę na prywatnej uczelni. Rok później na potrzeby wyborów krajowych powołała blok sygnowany jej nazwiskiem, który nie przekroczył progu wyborczego.
W 2013 kandydowała w wyborach prezydenckich. W pierwszej turze uzyskała 2,4% głosów, zajmując ostatnie miejsce wśród 9 kandydatów.